# Катастрофа Ан-12 под Енисейском
Катастрофа Ан-12 под Енисейском — авиационная катастрофа, произошедшая пятничной ночью 24 августа 1979 года в окрестностях Енисейска. Военно-транспортный самолёт Ан-12Б Норильского ОАО предприятия «Аэрофлот» выполнял грузовой рейс SU-22200 (по перевозке авиационных контейнеров) по маршруту Норильск — Красноярск, но через 2 часа 15 минут после вылета из аэропорта Алыкель (Норильск) у самолёта с интервалом в 8 секунд отказали оба двигателя с правой стороны (двигатели №3 и №4). Экипаж выполнил снижение до безопасной высоты полёта (6 600 м), но спустя 3 минуты после отказа правых двигателей у самолёта с интервалом 52 секунды отказали оба двигателя с левой стороны (двигатели №1 и №2), полностью лишив самолёт тяги двигателей, о чём экипаж доложил диспетчеру. Не имея возможности совершить посадку в аэропорту Енисейск, в условиях дождя и безлунной ночи, экипаж принял решение о вынужденной посадке на местность прямо под самолётом (заболоченная тайга с пересечённой местностью в 17,9 км южнее аэропорта Енисейск), но при посадке самолёт накренился влево, врезался в землю, развернулся на 90°, и при дальнейшем столкновении с деревьями развалился на три части и загорелся. В катастрофе из находившихся на борту самолёта 16 человек — 6 членов экипажа и 10 пассажиров (включая 3 детей) погибли 10 человек: все 6 членов экипажа и 4 пассажиров, позже, в больнице скончался ещё один пассажир, выжили 5 человек, получив тяжёлые ранения.

## Самолёт
Ан-12Б с бортовым номером СССР-12963 (заводской — 9346407, серийный — 64-07) был выпущен 23 мая 1969 года Ташкентским авиационным производственным объеденением, после чего, 15 июня того же года был передан в Норильский объединённый авиаотряд Красноярского управления гражданской авиации. На момент катастрофы 10-летний самолёт налетал 18 235 часов и совершил 7006 циклов «взлёт-посадка».

## Экипаж
Состав экипажа был из 329-лётного отряда (Норильский ОАО), в состав которого входили:
- Командир воздушного судна (КВС) — Владимир Николаевич Миханков;
- Второй пилот — Олег Васильевич Шевляков;
- Штурман — Николай Иосифович Гризоглазов;
- Бортмеханик — Владимир Григорьевич Жуков;
- Бортрадист — Иван Васильевич Пронин;
- Бортоператор — Валерий Алексеевич Усачёв.

## Хронология событий
Ан-12Б борт СССР-12963 выполнял рейс SU-22200 из Норильска в Красноярск по перевозке 6 авиационных контейнеров УАК-2,5 общим весом 1920 кг. 23 августа, в 23:22 местного времени рейс SU-22200 взлетел с ВПП аэропорта Алыкель, после чего набрал эшелон полёта 7800 м. В нарушение НПП ГА-78 службой перевозок с согласия экипажа на рейс были оформлены, как служебные, 7 пассажиров (экипаж вертолета Ми-6 Красноярского ОАО, сотрудник КГБ и несовершеннолетний сын бортмеханика Жукова). Перед вылетом экипаж также взял еще трех неоформленных пассажиров (женщину с двумя детьми). 
Через 3 минуты после пролета привода аэропорта Енисейск на удалении 42 км от аэропорта спустя 2 часа 15 минут с интервалом в 8 секунд (в 01:35:55 и 01:36:03 24 августа) произошла остановка двигателей №3 и 4 с автоматическим флюгированием винтов. Экипаж выполнил все предусмотренные РЛЭ операции, в том числе, увеличил режим работы оставшихся двигателей до взлётного, снизился с 7 800 м до 6 600 м в связи с невозможностью горизонтального полета на эшелоне 7 800 м с двумя работающими двигателями и в 01:38:32 доложил об отказе двигателей диспетчеру аэропорта Енисейск. Затем с интервалом в 52 секунды (в 01:39:21 и 01:40:13) произошла остановка двигателей №2 и 1 на удалении 75 км от аэропорта Енисейск. В 01:40:35 экипаж принял решение следовать в Енисейск для вынужденной посадки и приступил к левому развороту на 180°. Самолёт вышел из разворота в 21:43:10 на удалении 70 км от аэропорта и на высоте 5 000 м. Не имея однозначной информации от навигационных приборов из-за низкого напряжения в сети, вне видимости земли и естественного горизонта, экипаж со снижением развернул самолёт больше необходимого. Затем, увидев в просветах облаков огни Енисейска, довернул самолёт вправо. При этом экипаж выдерживал самую выгодную скорость полёта (290–310 км/ч), которая обеспечивала реализацию в полёте максимального аэродинамического качества самолета и выдерживание минимальной скорости снижения, равной 5–10 м/с. В 01:46:15 на высоте 4000--4500 м экипаж запустил ВСУ ТГ-16М после безуспешной попытки запустить ее на большей высоте полета и в 01:47:17 попытался запустить двигатель №2, но безуспешно. ТГ-16М, проработав около 9 минут, самопроизвольно остановилась. В 01:51:08 экипаж доложил о высоте 1 800 м. В 01:55:39 на высоте 600 м КВС Миханков понял, что долететь до аэропорта Енисейск не получится, принял решение о вынужденной посадке вне аэродрома. Плохие погодные условия (облачность 9/4 балла кучево-дождевая высотой 800 м, дождь, видимость 10 км, штиль, безлунная ночь) и пересечённая, покрытая лесом местность исключили возможность благополучной посадки. Посадка на лес производилась вслепую, при отсутствии визуальной видимости и невозможности осуществить маневр для выбора места посадки. Фары не включились из-за низкого напряжения в бортовой сети. 
В 01:56:08 рейс SU-22200 столкнулся с деревьями под углом тангажа 8,5° без крена. По мере приближения к земле и столкновения с деревьями появился прогрессирующий левый крен, достигший 25–30°. После столкновения с землей левой плоскостью и двигателем №1 (крайний левый) на удалении 169 м от места первого касания деревьев самолёт развернуло на 90° и при дальнейшем движении фюзеляж разрушился на три части (средняя часть от 14 до 43 шпангоута) и сгорел. В лесу образовалась просека длиной 293 м и шириной 30–40 м. Разброс обломков составил 273х27м. Местность в районе катастрофы представляла собой заболоченеую равнину, покрытую лесом с деревьями высотой до 25 м. В катастрофе погибли 10 человек: все 6 членов экипажа и 4 пассажира (три члена экипажа Ми-6 и женщина) погибли на месте. Остальные пассажиры получили тяжелые ранения и были эвакуированы с места происшествия утром 24 августа. Сын женщины, 1978 года рождения, скончался в больнице в тот же день. 

## Расследование
Комиссией установлено, что причиной выключения в полете четырех двигателей и ВСУ явилось попадание в топливную систему некондиционного топлива. Проверка проб топлива, слитого на месте происшествия, показало содержание в них от 37 до 88% водного отстоя. Учитывая, что вода скапливается в нижней части баков, а подача топлива из баков в двигатели производится из самой нижней точки расходных баков, можно сделать вывод, что вода в топливной системе силовых установок попала в начале выработки одной из групп топливных баков самолета. Переключатели выработки топлива «автомат-ручное» про осмотре места происшествия находились в положении «автомат». По расшифровке записи МСРП-12-96 перехода на ручную выработку топлива в полете не было. Автоматический режим выработки был включен при вылете из аэропорта Норильск. По расчетам, к моменту остановки двигателей выработано 5 500 кг топлива, что соответствует началу выработки топлива из 3-ей группы баков при автоматической выработке. 
В аэропорту Норильск самолет был дозаправлен топливом ТС-1+0,1% жидкости ТГФ-М в количестве 6 791 кг. В процессе заправки контроль состояния топлива бортмеханик Жуков и авиатехник осуществляли с нарушениями: 
- отстой топлива перед заправкой не сливался;

- по контрольному талону кондиционность топлива перед заправкой не проверялась;

- работы по сливу и проверке отстоя топлива из баков самолета после заправки выполнялись некачественно.

Служба ГСМ аэропорта Норильск допустила следующие нарушения: 
- заправка топливом самолета из резервуара №2 началась через 2 часа после его заполнения при высоте топлива 4,47 м в резервуаре (норма отстоя — 4 часа на 1 м);

- система ЦЗС аэропорта Норильск предполагает дозировку жидкости ТГФ-М в расходные резервуары вместо ее подачи в поток топлива перед заправкой в самолет.

Выводы: 
- Попадание водного отстоя могло быть обусловлено особенностями конструктивного исполнения ЦЗС или отклонениями от ее нормальной эксплуатации.
- В РЛЭ Ан-12 нет рекомендаций по действиям при отказе всех двигателей.
- В документах МГА, регламентирующих порядок слива отстоя и определения качества авиационного топлива, имеются существенные недостатки.

### Заключение
Причиной катастрофы рейса SU-22200 явилась заправка самолета в аэропорту Норильск некондиционным топливом, что привело к остановке всех четырех двигателей и вынужденной посадке на лес, в результате чего самолет столкнулся с деревьями, разрушился и частично сгорел.